# Kleine wintervlinder
De kleine wintervlinder (Operophtera brumata) is een algemeen voorkomende onopvallende kleine spanner. Het is een van de weinige nachtvlindersoorten die in de winter vliegt. De vleugels van het mannetje zijn ongeveer 12–16 mm lang. De vrouwtjes zijn vleugelloos en hebben alleen de voor de vrouwtjes zo kenmerkende halfontwikkelde vleugelstompjes; er is dus sprake van seksuele dimorfie.

## Voorkomen in Nederland en België
De kleine wintervlinder komt voor in heel Nederland en België in tuinen, parken, loofbossen, boomgaarden en andere bosrijke gebieden.

## Levenswijze
De mannetjes vliegen gewoonlijk pas uit na de eerste nachtvorsten vanaf oktober tot en met december. Ze vliegen hoofdzakelijk in de avondschemering bij vochtig en nevelig weer en bij een temperatuur tussen 0 °C en 10 °C. De vrouwtjes bevinden zich op takken en boomstammen en kruipen daar wat rond, tot de mannetjes ze opzoeken en bevruchten. De paring kan wel twee tot vier uur duren. De mannetjes nemen de vrouwtjes tijdens de paring soms mee in de vlucht.
Ze leggen in de winter hun eitjes, verspreid over verschillende bladknoppen. In het vroege voorjaar komen de eerste rupsen uit. Ze eten jonge bladeren van diverse boomsoorten en zijn dus polyfaag. De rupsen kunnen in sommige jaren, door hun grote aantallen, schade veroorzaken aan vruchtbomen. Half juni kruipen de rupsen diep in de strooisellaag om te verpoppen. De mannetjes ontpoppen vaak als eerste, in oktober of november. Zij vliegen al rond als de vrouwtjes uitkomen en de bomen in kruipen. De kleine wintervlinder drinkt geen nectar en eet niet maar teert op de reserves die in het rupsenstadium zijn aangemaakt.

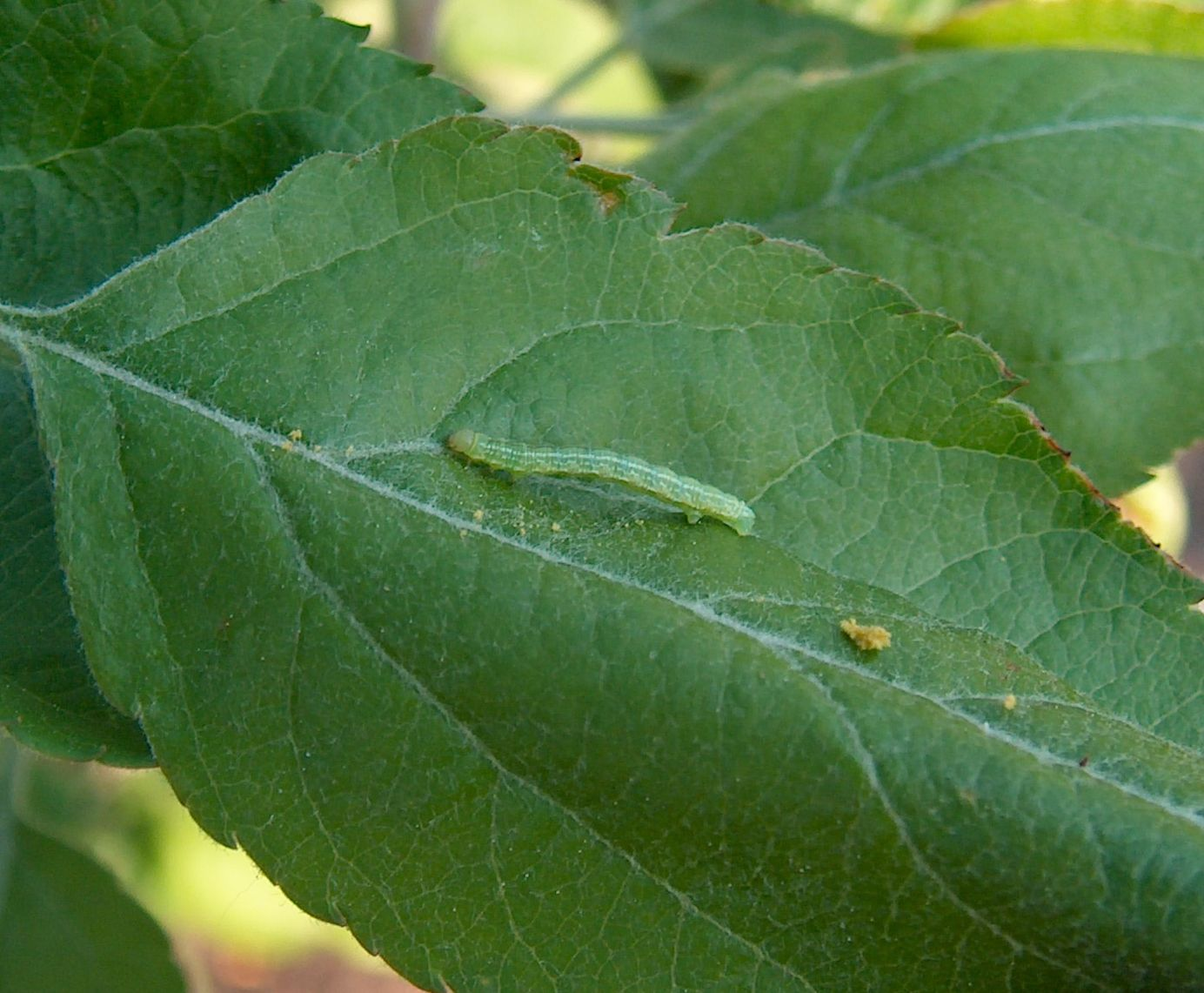
Rups
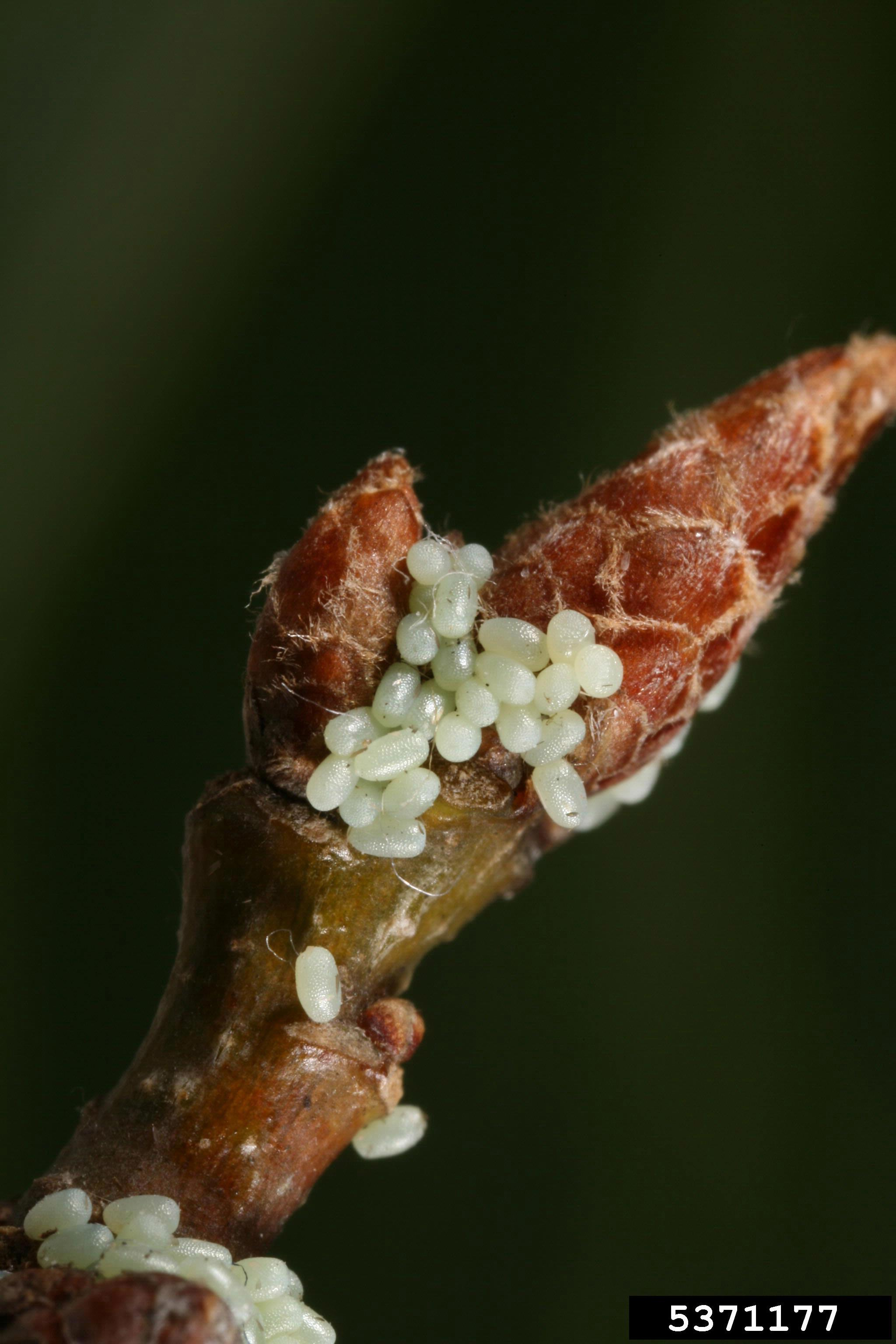
Eitjes
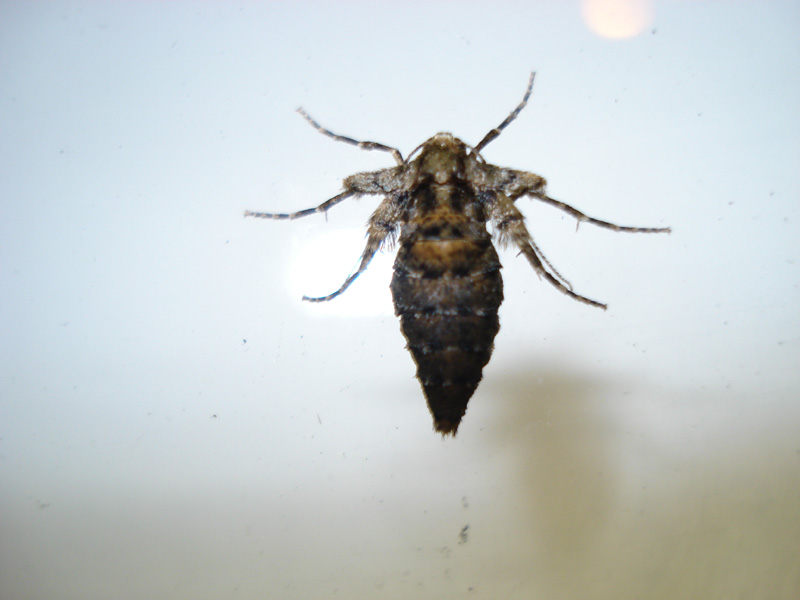
Vrouwtje

## Klimaatverandering
De kleine wintervlinder is een van de vlinders die verantwoordelijk is voor de "rupsenpiek" in het voorjaar die ervoor zorgen dat vogels als de koolmees en de bonte vliegenvanger aan extra veel voeding kunnen komen. Door stijging van de temperatuur bleken op zeker moment de rupsen echter al uit het ei te komen voordat er blad aan de eiken was. Onderzoek heeft echter aangetoond dat door de genetische variatie de wintervlinder erin slaagt om bij dezelfde temperatuur toch vijf tot tien dagen later uit het ei te komen dan in de jaren 1990. De dieren die later uitkomen hebben een hogere overlevingskans.